# Lord Ahriman
Lord Ahriman, pseudonimo di Micke Svanberg (Luleå, novembre 1972), è un chitarrista svedese.
È chitarrista e fondatore della band black metal svedese Dark Funeral; insieme a Emperor Magus Caligula (cantante) è praticante del satanismo LaVeyano.
Ha cominciato l'attività di musicista nel 1989.